# Thamnochortus insignis
Thamnochortus insignis là một loài thực vật có hoa trong họ Restionaceae. Loài này được Mast. miêu tả khoa học đầu tiên năm 1899.

## Hình ảnh

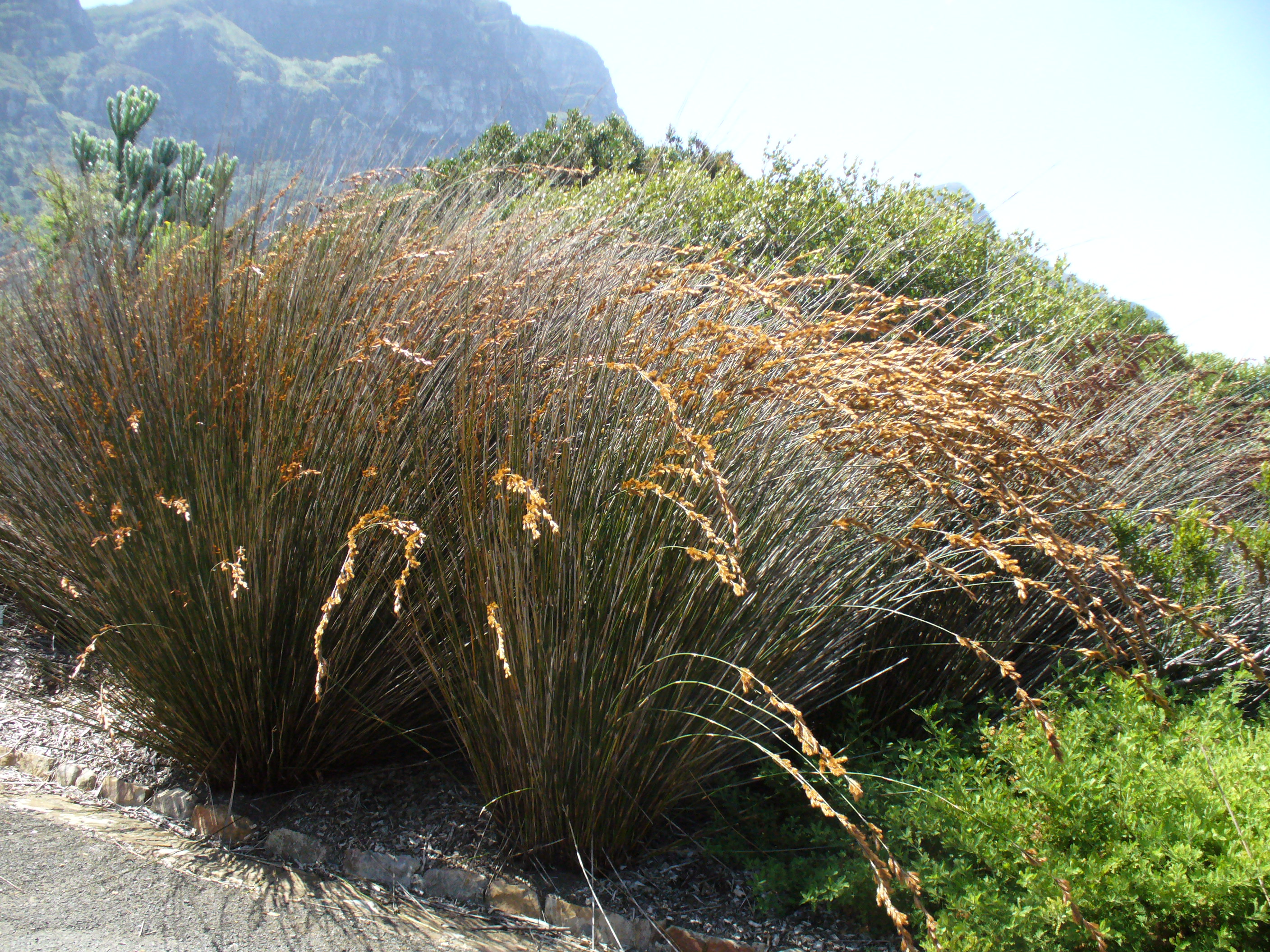
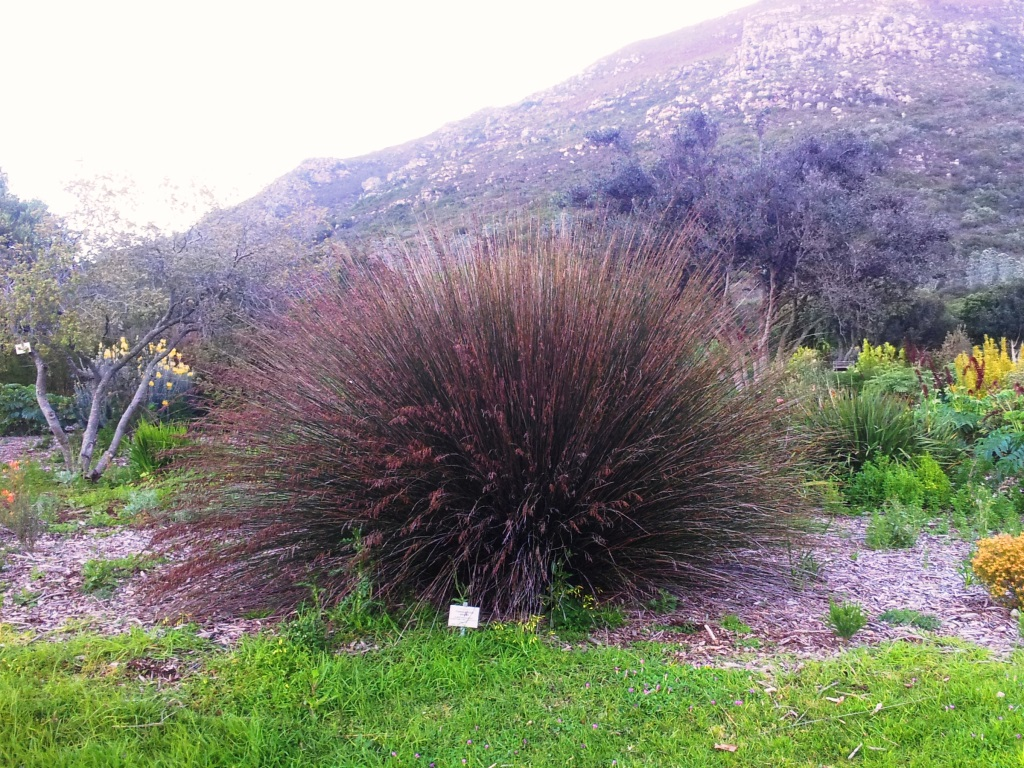
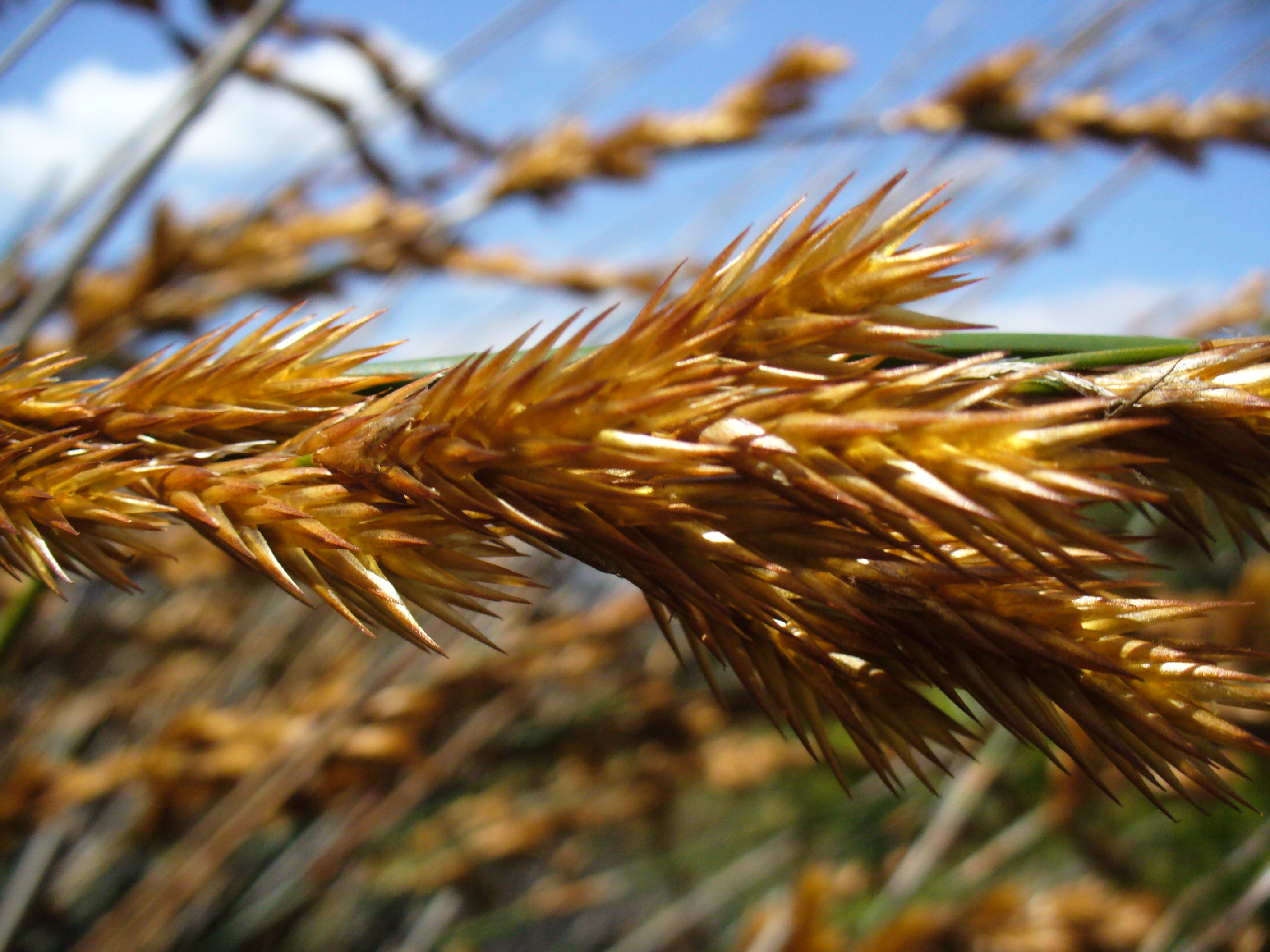